# Regan Smith (Schwimmerin)
Regan Smith (* 9. Februar 2002 in Lakeville, Minnesota) ist eine US-amerikanische Schwimmerin. Sie ist zweifache Olympiasiegerin (2024) und zehnfache Weltmeisterin (2019–2025).

## Leben
Im Alter von 12 Jahren stellte sie mehrere Altersklassenrekorde auf und gewann mehrere Medaillen bei den High School State Meetings. Nach diesem Erfolg trat sie dem Apple Valley’s Riptide Swim Club und wurde von Mike Parratto, dem ehemaligen Trainer von Jenny Thompson, der zwölfmaligen Olympiamedaillengewinnerin, trainiert.
Sie wurde Mitglied der US-Juniorennationalmannschaft und stellte drei nationale Altersgruppenrekorde über 100 Yards Rücken, 100 Yards Schmetterling und 100 Meter Rücken in der Gruppe der 13- bis 14-jährigen auf.

### Schwimmweltmeisterschaften 2019
Bei der Schwimmweltmeisterschaften 2019 in Gwangju, Südkorea, trat sie über 200 m Rücken an und setzte sich im Vorlauf und Halbfinale durch. Im Vorlauf brach sie mit 2:06,01 min ihren eigenen Juniorenweltrekord. Im Halbfinale brach sie mit 2:03,35 min den Weltrekord von Missy Franklin (2:04,06 min) aus dem Jahre 2012.
Im Finale gewann sie mit großem Vorsprung den Weltmeistertitel. Mit 2:03,69 min unterbot sie erneut Franklins Rekord, blieb aber hinter ihrer Halbfinalzeit.
Obwohl sie über 100 m Rücken nicht qualifiziert war, schwamm Smith die Rückenstrecke der 4 × 100-m-Lagenstaffel. Sie gewann gemeinsam mit Lilly King, Kelsi Dahlia und Simone Manuel die Goldmedaille und brach mit 3:50,40 min den vormaligen Weltrekord (3:51,55 min) von 2017. Auf ihrer Strecke unterbot sie mit 57,57 s die Zeit der Weltrekordhalterin Kathleen Baker (58,00 s).

### Olympische Spiele 2020
Bei den erst 2021 ausgetragenen Olympischen Spielen in Tokio gewann Smith über 100 Meter Rücken die Bronzemedaille hinter der Australierin Kaylee McKeown und der Kanadierin Kylie Masse. Über 200 Meter Schmetterling siegte die Chinesin Zhang Yufei mit 1,44 Sekunden Vorsprung vor Smith. Mit der 4-mal-100-Meter-Lagen-Staffel gewann Smith mit Lydia Jacoby, Torri Huske und Abbey Weitzeil Silber hinter den Australierinnen. Smith trat außerdem im Vorlauf der 4-mal-100-Meter-Mixed-Lagenstaffel an, die Staffel erreichte im Endlauf ohne Smith den fünften Platz.

### Schwimmweltmeisterschaften 2022
2022 waren die Weltmeisterschaften in Budapest der Saisonhöhepunkt. Über 100 Meter Rücken gewann Regan Smith den Titel mit 0,18 Sekunden Vorsprung vor Kylie Masse. Über 50 Meter Rücken belegte Smith den fünften Platz. Über 200 Meter Schmetterling siegte die Kanadierin Summer McIntosh vor Hali Flickinger aus den Vereinigten Staaten und Zhang Yufei. 0,47 Sekunden hinter der Chinesin wurde Regan Smith Vierte. In der Lagenstaffel wurden Rhyan White, Alexandra Walsh, Natalie Hinds und Erika Brown Vorlaufsiebte. Im Finale schwammen Regan Smith, Lilly King, Torri Huske und Claire Curzan über sechs Sekunden schneller und schlugen als Siegerinnen vor den Australierinnen an.

### Schwimmweltmeisterschaften 2023
Bei den Weltmeisterschaften in Fukuoka belegte Smith in ihrem ersten Wettkampf den zweiten Platz über 100 Meter Rücken mit einer Viertelsekunde Rückstand auf Kaylee McKeown. Über 50 Meter Rücken siegte McKeown mit 0,03 Sekunden vor der zweitplatzierten Smith. Über 200 Meter Schmetterling siegte Summer McIntosh vor der Australierin Elizabeth Dekkers, eine Sekunde hinter Dekkers schlug Smith als Dritte an. Über 200 Meter Rücken gewann erneut McKeown, diesmal hatte sie über eine Sekunde Vorsprung vor Smith. Zum Abschluss der Wettbewerbe wurde die Lagenstaffel ausgetragen. Katharine Berkoff, Lydia Jacoby, Torri Huske und Abbey Weitzeil lautete die Besetzung im Vorlauf; im Finale siegten Regan Smith, Lilly King, Gretchen Walsh und Kate Douglass mit 1,29 Sekunden vor den Australierinnen.

### Olympische Spiele 2024
Smiths erster Wettbewerb bei den Olympischen Spielen in Paris waren die 100 Meter Rücken. Kaylee McKeown siegte vor Regan Smith und Katharine Berkoff. Über 200 Meter Schmetterling gewann Summer McIntosh vor Smith und Zhang Yufei. Über 200 Meter Rücken schließlich siegte McKeown mit einer halben Sekunde vor Smith, die ihrerseits über eine Sekunde vor Kylie Masse anschlug. In der Lagenstaffel erreichten Katharine Berkoff, Emma Weber, Alex Shackell und Kate Douglass das Finale mit der viertschnellsten Vorlaufzeit. Im Endlauf schwammen Regan Smith, Lilly King, Gretchen Walsh und Torri Huske einen neuen Weltrekord in 3:49,63 Minuten und hatten dreieinhalb Sekunden Vorsprung vor den Australierinnen. In der Mixed-Lagenstaffel waren Regan Smith, Charlie Swanson, Caeleb Dressel und Abbey Weitzeil die Vorlaufschnellsten. Im Finale siegten Ryan Murphy, Nic Fink, Gretchen Walsh und Torri Huske mit neuem Weltrekord.

### Kurzbahnweltmeisterschaften 2024
Im Dezember 2024 gewann Smith bei den Kurzbahnweltmeisterschaften in Budapest vier Goldmedaillen und stellte dabei neue Weltrekorde über die drei Rückendistanzen auf.